# 콩고 민족해방전선
콩고 민족해방전선(영어: Congolese National Liberation Front, 프랑스어: Front de libération nationale congolais, 약칭: FLNC)은 카탕가주의 반군들을 후원하는 정치 단체로, 카탕가 헌병대의 옛 군인들이 단체의 주요 회원이다. 콩고 민족해방전선은 1960년대와 1970년대 앙골라와 자이르에서 활동했다.
FLNC는 나다니엘 음붐바의 지도 아래 앙골라에서 자이르의 지도자 모부투 세세 세코를 축출하기 위해 결성되었다. FLNC는 1977년과 1978년 두 차례에 걸쳐 자이르의 카탕가주(샤바로 개칭)를 침공한 것으로 가장 잘 알려져 있다. 모부투 정권을 위협한 이러한 침공은 샤바 I과 샤바 II라는 두 개의 국제 전쟁을 촉발시켰고, 앙골라 내전을 더욱 복잡하게 만들었다. 1991년 이후 FLNC는 자이르에서 정치 세력의 일원이 되었고, 이후 콩고 민주 공화국에서 정당으로 활동 중이다.

## 역사

### 창립
콩고 민족해방전선은 콩고 위기 당시 분리주의자 카탕가국의 군대인 카탕가 헌병대에서 유래되었다. 카탕가 분리 및 독립주의자들의 실패 이후, 많은 흑인 카탕가 군대는 1960년대 중반에 포르투갈령 앙골라로 강제 추방되었다. 나다니엘 음붐바가 이끄는 이들은 앙골라 독립 전쟁 동안 포르투갈 식민지 세력을 위해 싸웠고 결국 1967년 FLNC를 결성했다. 1974년 포르투갈의 패배 이후, 콩고 민족해방전선은 승리한 앙골라 해방인민운동에 합류했다. 콩고 민족해방전선은 모부투의 자이르 장악을 끝내는 것 외에는 어떤 정치적 목표도 가지고 있지 않았다. FLNC 부대는 쿠바 고문들에 의해 훈련을 받았다고 한다.

### 샤바 침공

#### 샤바 I

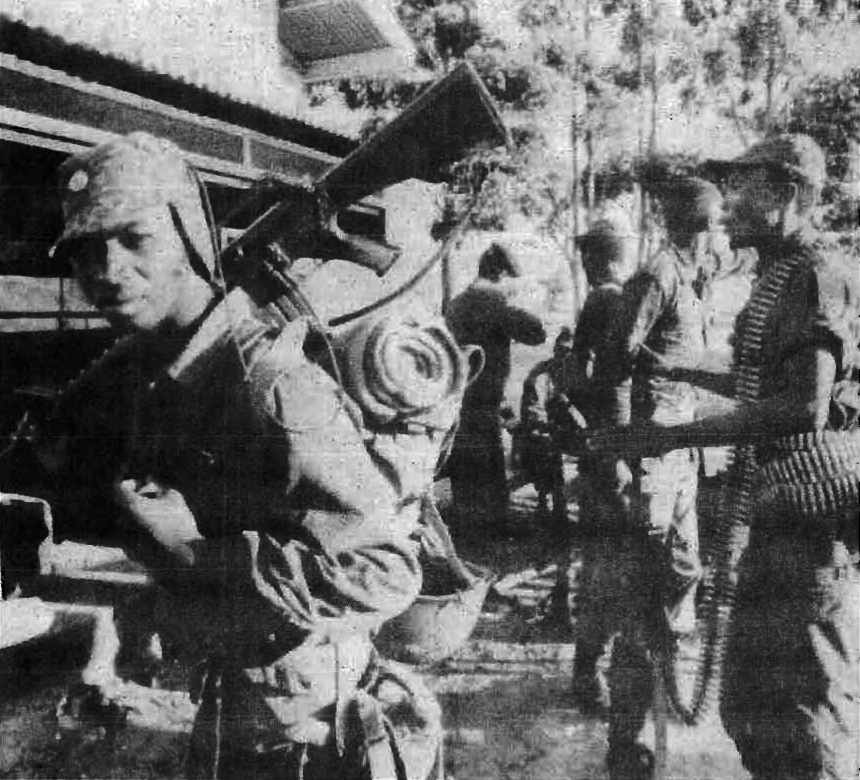
모로코군과 함께 있는 자이르군.

1977년 3월 7일, FLNC는 카탕가의 새로운 이름이었던 샤바(Shaba)를 침공했다. 모부투를 타도하기 위해 FLNC는 콜웨지, 카사지, 무샤트샤를 빠르게 점령했다. 4월 2일, 모부투는 카메룬의 윌리엄 에테키 아프리카 통일 기구 의장에게 도움을 요청했다. 프랑스 정부는 4월 10일 모로코군 1,500명을 킨샤사로 공수했다. 프랑스 증원군은 자이르군과 협력하여 프랑스제 FAZ 다소 미라주 5 전투기를 조종하는 이집트 조종사들의 공중 엄호로 FLNC를 격퇴했다. 이집트-모로코 연합군은 1977년 4월까지 몇몇 난민들과 함께 마지막 무장세력을 앙골라와 잠비아로 몰아냈다.
모부투는 MPLA, 쿠바, 소련 정부가 전쟁에 개입했다고 비난했다. 네토가 FNLC를 지지한 반면 MPLA 정부의 지지는 앙골라에 있는 FNLA에 대한 모부투의 지속적인 지지에 대한 반응이었다. 쿠바의 개입을 확신하지 못한 카터 행정부는 1,500만 달러 상당의 미미한 비군사적 지원을 제공함으로써 대응했다. 샤바 침공 중 미국이 보여준 소심함으로 인해 자이르는 프랑스와 외교를 강화했고, 프랑스는 개입 이후 자이르의 최대 무기 공급자가 되었다.[101] 1977년 7월 22일 네토와 모부투는 국경 협정에 서명했다.

#### 샤바 II

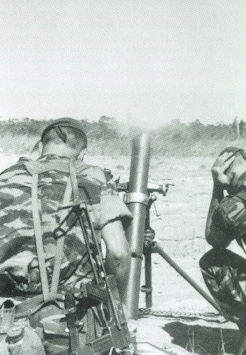
콜웨지 시가 점령 이후 프랑스군의 수색 작전 중 사용 중인 81mm 박격포

샤바 II 기간 동안 4,000명의 반군이 콜웨지를 점령했다. 보도에 따르면 나다니엘 음붐바는 그의 군대에 대한 통제력을 잃었고, 그들은 유럽과 자이르 민간인들을 처형하기 시작했다. 대부분의 정규군은 곧 퇴각했다. 콜웨지 전투에서 프랑스 외인부대가 개입한 후 비정규군은 앙골라 인민공화국으로 쫓겨났다.

### 이후 활동
음붐바는 1987년 당에서 제명되었다. 1990년 모부투는 다당제를 복원하기 위한 과정을 시작했다. FLNC는 1991년에 합법화되었고 회원들은 자이르로 돌아왔다. 제1차 콩고 전쟁 당시, FLNC는 자이르에 르완다군이 주둔하는 것에 대한 공동의 반대로 자이르군의 편에 섰지만, 이후 로랑데지레 카빌라가 이끄는 AFDL 반군에게 호의적이 되었다. FLNC는 조제프 카빌라의 대통령 임기에 야당에 합류했다.

## 같이 보기
- 제2차 콩고 전쟁